# Deux duos pour sopranos
Les Deux duos pour sopranos, op. 10, sont un ensemble de deux œuvres de Gabriel Fauré : Puisqu'ici bas toute âme (opus 10.1) et Tarentelle (opus 10.2). Les deux pièces ont été composées en 1874 et publiées en 1879.

## Puisqu'ici-bas toute âme…

### Paroles
Les paroles sont de Victor Hugo et furent écrites le 19 mai 1837. Fauré n'utilisa pas la totalité du texte dans les paroles chantées, mais coupa la quatrième et l'avant-dernière strophes dans la composition.
Le poème est, en soit, une opinion philosophique de Victor Hugo : « il n’y a rien de beau sans amour ».

### Composition
La musique est retravaillée à partir d’une composition, jamais publiée, de la première période musicale de Fauré. Cependant, dans le cadre où elle a été retravaillée dix ans plus tard, l’œuvre finale ne peut pas être considérée comme une œuvre de jeunesse de Fauré : ce dernier était bien plus expérimenté. On remarque ainsi que la réécriture a transformé l’œuvre en un duo alors que la première composition était un solo.

### Dédicace de l’œuvre

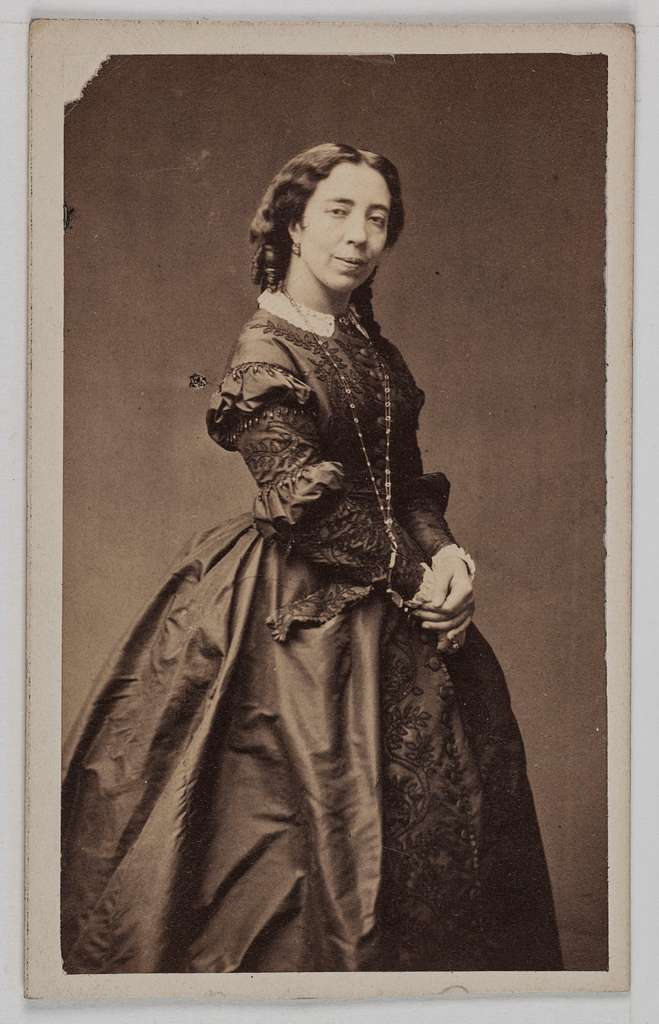
Photographie de Pauline Viardot, entre 1860 et 1890.

Il dédia cette œuvre à Louise et Marianne Viardot, sœurs cantatrices. Elles sont issues d’une famille de musiciens : leur mère est la compositrice et cantatrice Pauline Viardot et leur tante est la cantatrice Maria Malibran, toutes deux filles du baryton-ténor et compositeur Manuel Garcia. 
Fauré accéda au salon mondain de Pauline Viardot, où des personnalités comme George Sand, Louis Blanc et Gustave Flaubert se réunissaient, grâce à son ami Camille Saint-Saëns : il pouvait ainsi y faire entendre ses compositions.
Fauré était alors fiancé à Marianne Viardot et cette musique est considéré par certains comme une galanterie qu’il lui adresse.
En cela, il aurait suivi ce qu’avait fait Victor Hugo lui-même, en adressant ce poème à sa maîtresse : Juliette Drouet.

## Tarentelle

### Imitation de la tarentelle
Une tarentelle est une danse traditionnelle italienne. Fauré chercha ici à imiter le rythme et l'esprit de danse de la tarentelle en donnant à sa musique un caractère joyeux et allègre.

### Mode de la tarentelle
L'œuvre de Gabriel Fauré s'inscrit dans une mode de son époque pour les tarentelles. Celle de Liszt, celle de Debussy, et celle de Borris, extraite du ballet-pantomime L'Étoile de Messine le prouvent.

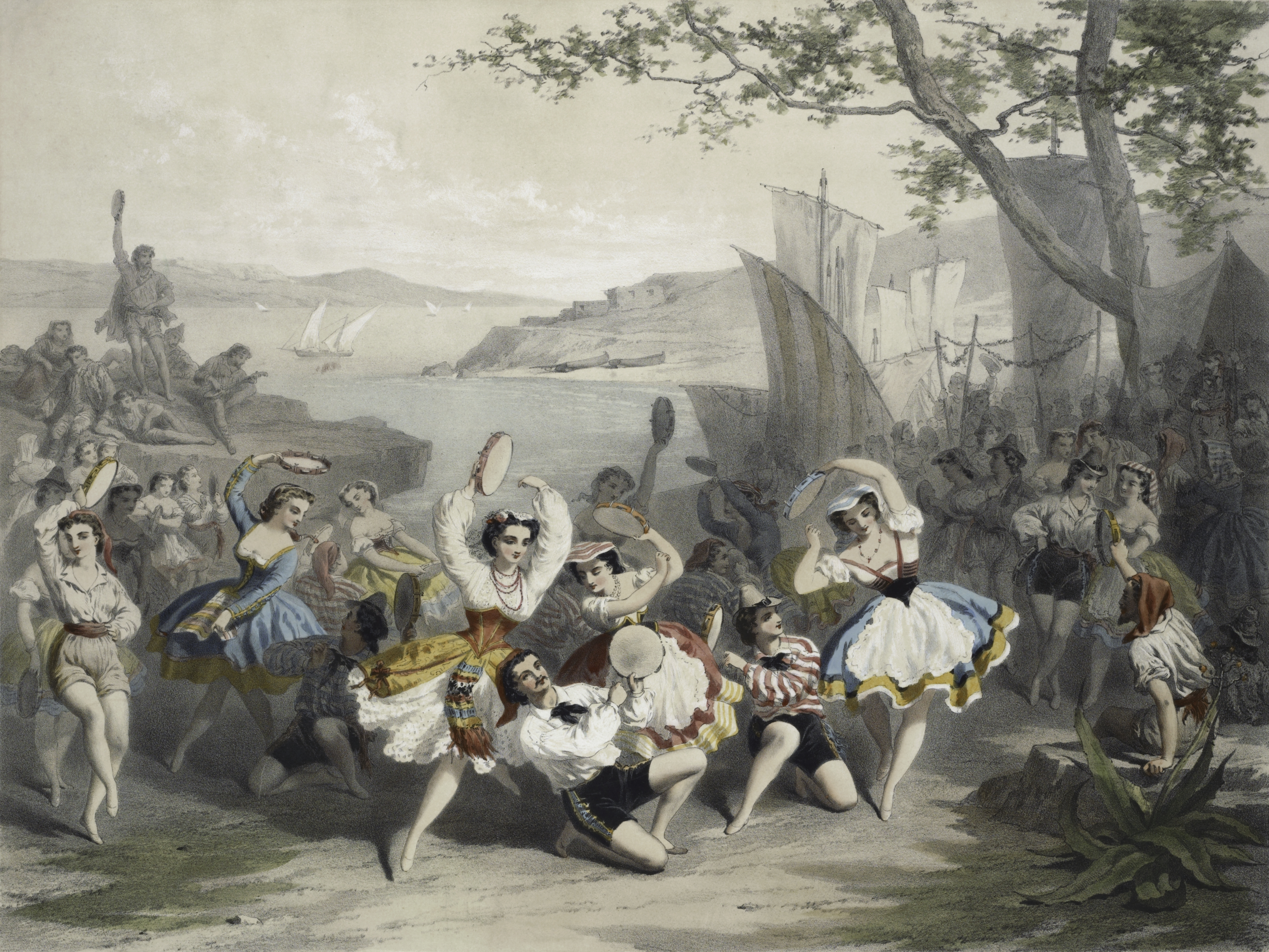
Final de la tarentelle, dans "L'Étoile de Messine" de Borris, à l'Opéra en 1861.

### Texte
Les paroles sont de Marc Monnier, écrivain suisse et sont extraites de son recueil de poème intitulé "Poésies" dans lequel le texte est sous-titré par "Chason de Lauzières". Elles sont les suivantes :  
Aux cieux la lune monte et luit.  
Il fait grand jour en plein minuit.  
Viens avec moi, me disait-elle, 
Viens sur le sable grésillant 
Où saute et glisse en frétillant 
Ta tarentelle. 
Sus, les danseurs ! En voilà deux. 
Foule sur l’eau, foule autour d’eux. 
L’homme est bien fait, la fille est belle ; 
Mais gare à vous ! Sans y penser, 
C’est jeu d’amour que de danser 
La tarentelle 
L’homme est hardi, la fille a peur : 
Elle est rebelle, il est trompeur : 
Elle est jalouse, on se querelle ; 
Puis à genoux et tour à tour 
On fait la paix, on fait l’amour 
En tarentelle. 
Doux est le bruit du tambourin
Si j’étais fille de marin 
Et toi pêcheur, me disait-elle, 
Toutes les nuits joyeusement 
Nous danserions en nous aimant 
La tarentelle. 